# Bonjour Madame
Bonjour Madame is een kaartspel waarbij een speler moet proberen als eerste al zijn/haar kaarten kwijt te raken. 
De kaarten worden gedekt verdeeld over de spelers en de spelers mogen de kaarten niet direct zien. Om de beurt draaien de spelers een kaart om en bij een speciale kaart moeten alle spelers een handeling verrichten. Wie deze handeling als laatste verricht krijgt de kaarten uit de pot. De omgedraaide kaart gaat in de pot. 
Voorbeelden van speciale kaarten en de bijbehorende handeling zijn:
- De vrouw, waarbij iedereen de hand in de lucht moet steken en "Bonjour Madame" moet roepen.
- De aas, waarbij iedereen op de pot kaarten moet slaan.
- De koning, waarbij iedereen een saluutbeweging moet maken.

Verder kan men zelf ook de handelingen variëren en handelingen voor speciale kaarten bedenken.